# Крест (награда)
Крест — одна из наград в наградной системе ряда государств, прежде всего — в христианских. В некоторых случаях она представляет собой знак ордена, иногда является самостоятельным знаком отличия, занимая промежуточное положение между орденами и медалями иногда считается разновидностью медалей.
Как правило, крест — военная награда за личное мужество. Термин «крест» является общеупотребительным в большинстве европейских стран.
К кресту, как виду награды, не могут относиться ордена, даже если в их названии присутствует слово «крест», и, тем более, ордена «в виде» креста. Наград со статусом «креста» нет в нехристианских странах и странах с коммунистическим строем.

## Классификация
В некоторых странах, степень «креста», является дополнением к существующим степеням орденов, и, традиционно, используется для награждения «нижних чинов», которые не могут быть награждены соответствующим орденом. Особенно это характерно для случаев, когда орденская система страны носила сословный характер, и получателями ордена могли быть только дворяне, либо орден давал получателю автоматическое право на дворянство. Так например, в Российской империи, Орден Святого Георгия служил наградой для отличившихся офицеров, а нижние чины получали за доблесть Георгиевский крест.
В других случаях, крест учреждался в странах с сословной орденской системой, как внесословная награда как для солдат, так и для офицеров, за особое мужество и смелость в бою, имеющая очень высокий уровень престижа. Таковы немецкий Железный крест и британский Крест Виктории.
Несмотря на некоторую демократизацию орденских систем, кресты продолжают употребляться и даже учреждаются новые, как, например, датский Крест Доблести.
Иногда тематика награждения крестом может быть и не связана с военными подвигами, например, вюртембергский Крест Шарлотты и саксонский Крест военных заслуг вручались военным медикам и благотворителям на нужды армии. В данном случае, слово крест, подчеркивало внесословность награждения и его престижность, по сравнению с медалью.
Ряд крестов вручались или вручаются за подвиги в небоевых условиях. Таковы нацистский Крест Военных заслуг и британский Крест Георга.
В США наградная система отличается от европейских. Высшей наградой за доблесть там является Медаль Почёта, и уже за ней следуют кресты — Военно-Морской крест, Крест «За выдающиеся заслуги» и так далее.

## Галерея
- Крест Виктории — высшая внесословная боевая награда за доблесть в Великобритании.
- Военно-Морской крест — одна из наград за доблесть в США.
- Железный крест — высшая  внесословная боевая награда Пруссии, впоследствии унаследованная Германской империей и нацистской Германией. Выпуск 1813 года.

- Крест Георга — высшая британская награда за мужество в небоевых условиях.
- Датский Крест Доблести — один из самых молодых крестов, учреждён в 21-м веке.
- Вюртембергский Крест Шарлотты — награда, не связанная напрямую с мужеством в бою.